# クレイジー・タウン
クレイジー・タウン（Crazy Town、CXTと略されることもある）は、アメリカ合衆国のロック・バンド。1999年11月9日にファースト・アルバム『ザ・ギフト・オブ・ゲーム』でメジャー・デビューした。
「バタフライ」のシングル・ヒットと、1年半以上にも及ぶロング・ツアーで、「バタフライ」は全世界で250万枚以上売れるという大ヒット作となり、アメリカではダブル・プラチナ・ディスクにも認定された。デビュー時はいきなりアメリカのロックシーンを代表するバンドの一つとなった。

## 概要
クレイジー・タウンは最初はバンド形態ではなく、ツインMCのSeth "Shifty" BinzerとBret "Epic" Mazurのユニットとして始まった。2人とプロデューサーのジョシュ・エイブラハム、オージーのボーカリストのジェイ・ゴードン、ギタリスト兼シンセシストのアミア・デラクらで、ファースト・アルバムの『ザ・ギフト・オブ・ゲーム』を作った。メジャー・デビュー以前は、クレイジー・タウンとしてのライブ経験は皆無だった。
ファースト・アルバムの『ザ・ギフト・オブ・ゲーム』がアメリカで発売された後、クレイジー・タウンはツアーを行い、同じマネージメントのQ-Primeに所属するレッド・ホット・チリ・ペッパーズやナイン・インチ・ネイルズやメソッズ・オブ・メイヘムと共演しつつ、ヨーロッパ各地で開催されたフェスティバルにも出演した。
その頃から何らかの理由でCharles "Rust Epique" Lopezと他のメンバーとの関係が悪化し、修復不可能な状況に陥ったため解雇、後任にKraig "Squirrel" Tylerを招いた。Seth "Shifty" Binzerは当時について、「今だから言えるけど、ヤツはパーフェクトなプレイヤーが見つかるまでの穴埋め的存在だった。で、Kraig "Squirrel" Tylerと出会い、すぐにヤツだと思ったよ」と語っている。その後もメンバーチェンジは続き、Adam "DJ Adam 12" Bravinも早々にバンドを離れた。
2000年末から『ザ・ギフト・オブ・ゲーム』に収録されている「バタフライ」がアメリカ各地で散在するラジオ局で流れるようになった。「バタフライ」はBret "Epic" MazurとSeth "Shifty" Binzerがレッド・ホット・チリ・ペッパーズの4枚目のアルバム『母乳』に収録されている「プリティ・リトル・ディッティ(Pretty Little Ditty)」のインストパートをサンプリングして書いた曲である。レッド・ホット・チリ・ペッパーズが自分たちの曲をサンプルとしての使用許可を出したのは、これが初だった。
「バタフライ」は大量オンエアされ始め、2001年1月にスマッシュヒットとなるや、それが引き金となりアルバム・セールスは上昇し、同時にバンドも急激に頭角を現した。
クレイジー・タウンはそういう状況になる前と、なった後にライブを一度ずつ経験している。最初が2000年4月にニューヨークのアーヴィング・プラザにおけるメソッズ・オブ・メイヘムのサポートアクトの時だった。後者は、2001年のアメリカで開催されたオズフェストのワシントン州ゴージ公演。クレイジー・タウンはザック・ワイルド&ブラック・レーベル・ソサイアティに続く2番手としてステージに上がった。
2002年11月12日にセカンド・アルバムの『ダークホース』をリリース。ハワード・ベンソンとバンド共同プロデュースの下で、複数のスタジオでレコーディングされた作品となった。ミックスはクリス・ロード・アルジが担当した。
2003年に解散するも2007年に再結成。2015年8月28日にはサード・アルバムの『The Brimstone Sluggers』をリリースした。

## メンバー

### 現メンバー
- Seth "Shifty" Binzer/Shifty Shellshock (※ステージネーム) – ラップ、リードボーカル (1995年–2003年、2007年–2024年) ※2024年6月24日死去[5]

イギリスのロックバンド、ローリング・ストーンズ(英: The Rolling Stones)の映画『ザ・ローリング・ストーンズ:レディース・アンド・ジェントルメン』の監督を務め、現在はFireball Interactiveなるデザイン会社を経営、ファースト・アルバムの『ザ・ギフト・オブ・ゲーム』やローリング・ストーンズの作品のアートワークを手がけたというアコースティックな父を持つ。
ミスフィッツ、ギャング・グリーン、セックス・ピストルズといったパンク・ロック/ハードコア、ビースティ・ボーイズ、Run-D.M.C.などのヒップホップから影響を受けている。
毎日、スケボーであちこち駆るストレートキッズだった。
モヒカンにし、ブレイクダンスに興じていたこともある。
「クレイジー・タウン」というバンド名の由来についてSeth "Shifty" Binzerは、「オレにはギャング団の構成員で、いつもヤバいヤツらとつるんでいたっていう過去がある。自分達を"ウェストサイド・クレイジー"なんて呼んでいたから、どうしても"クレイジー"っていう言葉を入れたかったんだ」と語っている。
- Nick "Dax" Diiorio – ベース、バッキング・ボーカル (2014年– )
- Kevin Kapler - ドラム、パーカッション (2014年– )
- Rick "R1CKONE" Dixon - ターンテーブル、サンプリング、キーボード (2010年-2013年、2015年– )
- Eli "ET" Tanneous - リードギター (2016年- )

### ツアー・メンバー
- Bobby Reeves - ボーカル (2016年-現在)

### 旧メンバー
- Bret "Epic" Mazur – ボーカル、ラップ、ベース、キーボード、ピアノ、ターンテーブル、ビートボックス (1995年–2003年、2007年–2017年)

ニューヨークのブルックリン生まれ。3歳の時に家族とロサンゼルスに移り住む。
父親はロック歌手のビリー・ジョエルを発掘し、彼が最初に組んだバンド「THE HUSSLE」のマネージャーを務め、その後の『コールド・スプリング・ハーバー〜ピアノの詩人』でソロ・デビューを実現させた人物。Bret "Epic" Mazurはヒップホップに熱中し、高校はアイス・キューブ、元ハウス・オブ・ペインのエヴァーラストやダニー・ボーイと一緒だった。
18歳でプロとして活動を始め、R&B/ソウル系グループ、ベル・ビヴ・デヴォーのファースト・アルバム『ポイズン』にドラマーとして参加した。その後、Seth "Shifty" Binzerと出会い意気投合。クレイジー・タウンの前身とも言えるヒップホップ・ユニット、"BRIMSTONES SULGGERS"を結成する。
当時を振り返り、Seth "Shifty" Binzerは「ヤツに会った時、長い間自分のプロジェクトをやりたかったっていう話をされてさ。で、『一緒にやろう』とも言ってくれた。お互いに必要な存在だったのかもね。2人でいたり、何かをやったりするとバランスがとれるっていう感じだったんだ」と語っている。
BRIMSTONES SULGGERSでは総てプログラミングされたヒップホップを演っていた。
当時はアルバム契約を獲るなどの考えはなく、あくまでもいい詞を書き、いい曲を作ることのみに専念していた。
その発想、アイデアを具現化させたのが「クレイジー・タウン」だった。
1998年にスタートし、その後、他のメンバーが徐々に集まり、バンド形態へと形を成していった。
Seth "Shifty" Binzerが23歳、Bret "Epic" Mazurが27歳の時のことだった。
- Adam "DJ Adam 12" Bravin - ターンテーブル、サンプリング、プログラミング、キーボード (1995年–1996年)
- Charles "Rust Epique" Lopez - ギター (1999年–2000年) ※2004年死去
- James "JBJ" Bradley Jr. – ドラム、パーカッション (1999年–2001年)
- Adam Goldstein|Adam "DJ AM" Goldstein –  ターンテーブル、サンプリング、プログラミング、キーボード (1999年–2000年、2001年、2009年) ※2009年死去
- Doug "Faydoe Deelay" Miller - ベース (1999年-2003年)
- Kraig "Squirrel" Tyler - リズムギター、バッキング・ボーカル (2000年–2003年)
- Antonio Lorenzo "Trouble" Valli - リードギター (1999年–2003年)
- Kyle Hollinger - ドラムス, パーカッション (2001年-2003年)
- Ahmad "Deadsie" Alkurabi –  リードギター (2014年–2015年)
- Omar Gusmao - リードギター (2015年–2016年)

## ディスコグラフィ

### スタジオ・アルバム
| ザ・ギフト・オブ・ゲーム The Gift of Game  | - 発売日: 1999年11月9日 - レーベル: Columbia - フォーマット: CD、CS      | 9   | 27 | 4 | 7 | 133 | 6  | 40 | 10 | 11 | 15  | - RIAA: プラチナ - ARIA: ゴールド - BPI: ゴールド - BVMI: プラチナ - IFPI AUT: プラチナ - IFPI SWI: ゴールド - MC: 2× プラチナ - RMNZ: ゴールド |
| ダークホース Darkhorse                     | - 発売日: 2002年11月12日 - レーベル: Columbia - フォーマット: CD、CS     | 120 | —  | — | — | 139 | 52 | —  | —  | 90 | 164 | |
| The Brimstone Sluggers                     | - 発売日: 2015年8月28日 - レーベル: Membran - フォーマット: CD、音楽配信 | —   | —  | — | — | —   | —  | —  | —  | —  | —   | |
| "—" は未発売またはチャート圏外を意味する。 |                                                                          |     |    |   |   |     |    |    |    |    |     | |

### シングル
| タイトル                                   | 年   | チャート最高位 | チャート最高位 | チャート最高位 | チャート最高位 | チャート最高位 | チャート最高位 | チャート最高位 | チャート最高位 | チャート最高位 | チャート最高位 | チャート最高位 | チャート最高位 | チャート最高位 | 認定 | 収録アルバム             |
| タイトル                                   | 年   | US             | US Alt.        | US Main. Rock  | AUS            | AUT            | FIN            | GER            | NOR            | NLD            | NZ             | SWE            | SWI            | UK             | 認定 | 収録アルバム             |
| ------------------------------------------ | ---- | -------------- | -------------- | -------------- | -------------- | -------------- | -------------- | -------------- | -------------- | -------------- | -------------- | -------------- | -------------- | -------------- | --- | ------------------------ |
| "Toxic"                                    | 1999 | —              | —              | —              | —              | —              | —              | —              | —              | —              | —              | —              | —              | —              | | ザ・ギフト・オブ・ゲーム |
| "Darkside"                                 | 2000 | —              | —              | —              | —              | —              | —              | —              | —              | —              | —              | —              | —              | —              | | ザ・ギフト・オブ・ゲーム |
| "Butterfly"                                | 2000 | 1              | 1              | 21             | 4              | 1              | 2              | 1              | 1              | 8              | 2              | 2              | 1              | 3              | - RIAA: ゴールド - ARIA: 2× プラチナ - BPI: ゴールド - BVMI: プラチナ - IFPI AUT: ゴールド - IFPI SWI: ゴールド | ザ・ギフト・オブ・ゲーム |
| "Revolving Door"                           | 2001 | —              | —              | —              | 76             | 29             | 19             | 26             | —              | 71             | —              | 46             | 43             | 23             | | ザ・ギフト・オブ・ゲーム |
| "Drowning"                                 | 2002 | —              | 24             | 24             | —              | 45             | —              | 45             | —              | —              | —              | —              | —              | 50             | | ダークホース             |
| "Hurt You So Bad"                          | 2003 | —              | —              | —              | —              | —              | —              | —              | —              | —              | —              | —              | —              | —              | | ダークホース             |
| "Hurt You So Bad" (Paul Oakenfold Remix)   | 2003 | —              | —              | —              | —              | —              | —              | —              | —              | —              | —              | —              | —              | —              | |                          |
| "Lemonface"                                | 2013 | —              | —              | —              | —              | —              | —              | —              | —              | —              | —              | —              | —              | —              | | The Brimstone Sluggers   |
| "Megatron"                                 | 2014 | —              | —              | —              | —              | —              | —              | —              | —              | —              | —              | —              | —              | —              | | The Brimstone Sluggers   |
| "Backpack"                                 | 2015 | —              | —              | —              | —              | —              | —              | —              | —              | —              | —              | —              | —              | —              | | The Brimstone Sluggers   |
| "Born To Raise Hell"                       | 2015 | —              | —              | —              | —              | —              | —              | —              | —              | —              | —              | —              | —              | —              | | The Brimstone Sluggers   |
| "Come Inside"                              | 2015 | —              | —              | —              | —              | —              | —              | —              | —              | —              | —              | —              | —              | —              | | The Brimstone Sluggers   |
| "—" は未発売またはチャート圏外を意味する。 |      |                |                |                |                |                |                |                |                |                |                |                |                |                | |                          |